# Salah Ben Djoudi Benabdellah
Pour les articles homonymes, voir Benabdellah.
Salah Ben Djoudi Benabdellah (en arabe : صالح بن جودي بن عبدالله) est un footballeur algérien né le 7 juin 1987 à Medjana dans la wilaya de Bordj Bou Arreridj. Il évoluait au poste de milieu central.

## Biographie
Il évolue en première division algérienne avec les clubs du CR Belouizdad, du CA Bordj Bou Arreridj, de l'USM Annaba et enfin du MC Saïda. Il dispute 48 matchs en inscrivant deux buts en Ligue 1.

## Palmarès
CR Belouizdad
- Coupe d'Algérie (1) :
  - Vainqueur : 2008-09.